# Agosto, donne mie non vi conosco
Pour plus de détails, voir Fiche technique et Distribution.
Agosto, donne mie non vi conosco est une comédie italienne réalisée par Guido Malatesta et sortie en 1959.

## Synopsis
Mario est fiancé à Anna, mais les deux pauvres gens gardent le secret sur leur situation financière. Sur l'insistance du père de la jeune fille, une fête de fiançailles est organisée, à laquelle assistent les proches, et à cette occasion, l'homme découvre que le garçon est un simple employé du métro. Pour ne pas faire mauvaise impression sur la famille, il ne dit rien en public mais oblige discrètement le garçon à quitter sa fille. Mario part avec ses meilleurs amis Nando et Filippo vers la mer, à la recherche d'une aventure après l'autre pour oublier Anna. Le plan échoue et les trois rentrent en ville où, heureusement, le père d'Anna accepte le mariage grâce à l'intervention d'une riche tante.

## Fiche technique
- Titre original italien : Agosto, donne mie non vi conosco[1]
- Réalisateur : Guido Malatesta
- Scénario : Arpad De Riso
- Photographie : Pier Ludovico Pavoni
- Montage : Renato Cinquini (it)
- Musique : Guido Robuschi, Gian Stellari (it)
- Décors : Oscar D'Amico
- Société de production : Cima International
- Pays de production :  Italie
- Langue originale : italien
- Format : Noir et blanc
- Durée : 92 minutes
- Genre : comédie
- Dates de sortie :
  - Italie : 1959 (visa délivré le 19 août 1959[1])

## Distribution
- Lorella De Luca : Anna Moriconi
- Raffaele Pisu : Mario
- Memmo Carotenuto : Oreste Moriconi
- Gabriele Tinti : Nardo
- Yvette Masson : Jeannette
- Renato Speziali : Filippo
- Carlo Campanini : Oncle Romero
- Tamara Lees : la dame mystérieuse
- Carla Calò :
- Tony Dallara :
- Gianni Rizzo : propriétaire de la boîte de nuit
- Kiki Ender :
- Alberto Sorrentino :
- Dina De Santis :
- Maria Luisa Rolando : Isabella
- Franco Cavicchi :
- Vicky Ludovisi :
- Mario De Simone :
- Loris Gizzi :
- Arturo Bragaglia :
- Erminio Spalla :